# Banzi, Basilicata
Banzi är en ort och kommun i provinsen Potenza i regionen Basilicata i Italien. Kommunen hade 1 322 invånare (2017).